# Реальный жизненный опыт (трансгендерные люди)
Реальный жизненный опыт (англ. real-life experience, RLE), иногда называемый тестом реальной жизни, — это период времени, в течение которого трансгендерные люди всё время живут в желаемой гендерной роли, требуемый для получения гендерно-аффирмативного лечения. Он служил для того, чтобы убедиться в способности трансгендерного человека успешно интегрироваться в общество в новой гендерной роли, а также для подтверждения его уверенности в желании жить в соответствии со своей гендерной идентичностью до конца жизни. Ранее наличие документально подтвержденного реального жизненного опыта было обязательным требованием многих врачей перед назначением гендерно-аффирмативной гормональной терапии, и требованием большинства хирургов перед проведением гендерно-аффирмативных хирургических операций
В сентябре 2022 года Всемирной профессиональной ассоциации по здоровью трансгендерных людей (WPATH) были выпущены Стандарты медицинской помощи трансгендерным и гендерно-неконформным людям в 8-ой редакции, в которой было отменено требование реального жизненного опыта для всех видов гендерно-аффирмативного лечения, включая хирургические вмешательства.. В предыдущих версиях Стандартов требовалось прохождение теста реальной жизни для начала гендерно-аффирмативной гормональной терапии (3 месяца) и гендерно-аффирмативной хирургии (12 месяцев).

## Требования

### Стандарты медицинской помощи WPATH

#### Редакция 6
Шестая редакция Стандартов медицинской помощи Всемирной профессиональной ассоциации по здоровью трансгендерных людей, опубликованная в 2001 году, определяла следующие требования для теста реальной жизни: 

1. Сохранять полную или частичную занятость;
2. Функционировать, как студент;
3. Участвовать в общественной волонтерской деятельности;
4. Иметь любое сочетание пунктов 1-3;
5. Изменить паспортное имя на соответствующее гендерной идентичности;
6. Предоставить доказательства, что люди, помимо врачей, знают, что пациент функционирует в желаемой гендерной роли.

#### Редакция 7
В седьмой редакции Стандартов оказания помощи, опубликованной в 2011 году, требования к реальному жизненному опыту стали более расплывчатыми. В ней не было перечислено никаких конкретных требований. Вместо этого просто указывалось, что человек должен постоянно жить в своей предпочитаемой гендерной роли на протяжении всего периода реального жизненного опыта.
Также отмечалось, что документы о смене имени и/или гендерного маркера могут быть представлены в качестве доказательства прохождения реального жизненного опыта, но  смена имени и/или гендерного маркера не являлась обязательным требованием.
Эти изменения, возможно,  свидетельствовали о том, что WPATH отходит от практики "гейткипинга" (контроля доступа к лечению), за которую Стандарты оказания помощи подвергались критике.

#### Редакция 8
В восьмой версии Стандартов, опубликованной в 2022 году, было удалено  требование  реального жизненного опыта для всех видов гендерно-аффирмативной терапии, включая гендерно-аффирмативные операции.

## Необходимость
Стандарты WPATH соблюдаются большинством медицинских работников, специализирующихся на оказании помощи трансгендерным людям, и являются наиболее широко используемыми клиническими рекомендациями по лечению трансгендерных людей. Следовательно, для получения таких видов лечения, как правило, должны быть соблюдены критерии стандартов для гендерно-аффирмативной гормональной терапии и хирургических операций, включая, если это применимо, прохождение реального жизненного опыта.
Начиная с седьмой версии Стандартов, минимальное трехмесячное требование реального жизненного опыта больше не является частью рекомендуемых WPATH критериев для гормональной терапии. Теперь достаточно одного направления от квалифицированного специалиста в области психического здоровья. В Стандартах говорится:
Хотя специалисты могут рекомендовать жить в желаемом гендере, решение о том, когда и как начать реальный жизненный опыт, остается за человеком.
В отношении мастэктомии/реконструкции грудной клетки и увеличения груди седьмая версия Стандартов не требует реального жизненного опыта для этих процедур; также реальный жизненный опыт не требуется для гистерэктомии, сальпингоофорэктомии или орхиэктомии, или для других процедур, таких как феминизирующая хирургия лица и феминизирующая хирургия голоса. Однако для гендерно-аффирмативных хирургических операций, включая метоидиопластику, фаллопластику и вагинопластику, одним из перечисленных требований является один год непрерывного реального жизненного опыта.
В предыдущих версиях Стандартов утверждалось, что реальный жизненный опыт для гендерно-аффирмативных хирургических операций является абсолютным требованием, которое нельзя пропустить или игнорировать. Однако седьмая версия Стандартов, менее строгая и не содержит подобных заявлений. Кроме того, WPATH подчеркивает, что Стандарты являются всего лишь клиническими рекомендациями и предназначены для того, чтобы быть гибкими и изменяемыми в соответствии с обстоятельствами пациента, а также предпочтениями и суждениями врача. В восьмой редакции требование реального жизненного опыта полностью убрано.
Клиническая практика во многих местах может быть более или менее строгой. В Соединенном Королевстве большинство трастов Национальной службы здравоохранения потребуют два года реального жизненного опыта перед операцией, в то время как в таких странах, как Таиланд и Мексика, некоторые хирурги могут вообще не требовать прохождения реального жизненного опыта.

## Критика
Хотя требование Стандартов WPATH о годичном реальном жизненном опыте перед гендерно-аффирмативными хирургическими операциями широко соблюдалось хирургами в прошлом, оно не обошлось без критики. Как и в случае с предыдущим трехмесячным требованием реального жизненного опыта для гормональной терапии, многие трансгендерные люди выражали недовольство этим и заявляли, что это излишне. Наряду с этим, некоторые частные клиники не требовали реального жизненного опыта для назначения гормональной терапии. В поддержку таких заявлений врач и сексолог Энн Лоуренс в докладе, представленном на XVII Международном симпозиуме имени Гарри Бенджамина по гендерной дисфории в 2001 году, заявила, что существует мало научных доказательств того, что годичный реальный жизненный опыт необходим или достаточен для благоприятных исходов после гендерно-аффирмативных хирургических операций. Кроме того, она представила результаты исследования, которое она провела на группе транс-женщин, в котором показала, что гендерно-аффирмативные хирургические операции без предварительного годичного реального жизненного опыта могут быть проведены без последующего выражения сожаления. Она пришла к выводу, что ее результаты не подтверждают требование Стандартов об обязательном годичном реальном жизненном опыте для гендерно-аффирмативных хирургических операций.
Требование реального жизненного опыта для гормональной терапии также некоторыми описывалось как "неразумное" и "опасное", поскольку физический облик пациента до начала гормональной терапии часто не соответствует заявленному гендеру.
В поддержку идеи о том, что годичное требование реального жизненного опыта перед гендерно-аффирмативными хирургическими операциями не является необходимым,  сожаление, как и самоубийство, по-видимому, очень редки среди прооперированных трансгендерных людей в целом. В другом исследовании, проведенном Энн Лоуренс и опубликованном в 2003 году, она обнаружила, что в группе из 232 прооперированных транс-женщин ни одна не выразила явного сожаления, и лишь немногие выразили даже случайное сожаление. Кроме того, в обзоре литературы за 2002 год сообщалось, что среди прооперированных трансгендерных людей уровень сожаления составляет менее 1%, а уровень самоубийств — чуть более 1%; для сравнения, уровень самоубийств среди населения в целом составляет всего около 1%, в то время как уровень попыток самоубийства среди трансгендерного населения в целом составлял около 41% согласно публикации 2013 года.
В 2017 году Amnesty International подчеркнула, что требование реального жизненного опыта подверглось критике со стороны Комитета по ликвидации дискриминации в отношении женщин за продвижение стереотипных гендерных ролей.
Возможно, в ответ на такую критику в восьмой версии Стандартов WPATH было удалено требование реального жизненного опыта для всех видов гендерно-аффирмативной терапии.